# قيون
قَيُون أو ديك البحر أو قاوند ازرق أو هالكيون  (الاسم العلمي: Halcyon)، هو جنس من الطيور ينتمي إلى رفراف الشجر (فصيلة: Halcyonidae).

## الأنواع
- صياد السمك رودي ، Halcyon coromanda
- صياد السمك شوكولاتي الظهر ، Halcyon badia
- صياد السمك أبيض الصدر ، Halcyon smyrnensis
- صياد السمك رمادي الرأس ، Halcyon leucocephala
- صياد السمك أسود التاج ، Halcyon pileata
- صياد السمك جاوي ، Halcyon cyanoventris
- صياد سمك غابي ، Halcyon senegalensis
- صياد السمك المنغروف ، Halcyon senegaloides
- صياد السمك أزرق الصدر ، Halcyon malimbica
- صياد السمك بني القناع ، Halcyon albiventris
- صياد السمك المخطط ، Halcyon chelicuti